# Melanolophia imitata
Melanolophia imitata là một loài bướm đêm trong họ Geometridae.